# Marcus Statius Priscus
 (novembre 2012).
Marcus Statius Priscus (en latin : Marcus Statius Licinius Priscus Italicus ; floruit : 132-162) est un général, homme politique et sénateur romain qui servit comme gouverneur de plusieurs provinces (notamment la province de Bretagne) et effectua une carrière exemplaire au cœur du IIe siècle.

## Histoire
Il commence sa carrière en 132, comme préfet de la cohorte IV Lingonum en Bretagne. Puis, il rejoint comme tribun militaire de la Legio III Gallica, et il est envoyé en Judée pour écraser la révolte de Bar Kokhba. Pour sa participation à la campagne, il est décoré par l'empereur Hadrien en tant qu'officier de rang équestre.
Il est ensuite tribun de la legio X Gemina vraisemblablement toujours au cours de la guerre contre Bar Kokhba, puis de la legio I Adiutrix sans doute après un retour en Pannonie inférieure. Après cette série exceptionnelle de tribunats de légion, il reçoit le commandement de l'aile I praetoriae civium Romanorum en Cappadoce.
Ensuite, il sert comme procurateur dans le sud de la Gaule avant d'entrer au sénat et de mener une carrière militaire et provinciale durant le règne d'Antonin le Pieux après avoir exercé les premières magistrature du cursus en tant que questeur, tribun de la plèbe et préteur.
En tant qu'ancien préteur, il commande la legio XIV Gemina en Pannonie et la legio XIII Gemina en Dacie. Il est nommé gouverneur de Dacie entre 157 et 158 et il reçoit l'honneur d'un consulat ordinaire en 159.
Après le consulat, il devient curateur du Tibre, ses rives et les eaux usées de Rome (Curator alvei Tiberis et riparum et cloacarum Urbis).
Après cela, il se voit confier les provinces les plus exposées : Mésie entre 160-161 et devient gouverneur de la Bretagne romaine en 161, poste qu'il n'occupe que très brièvement puisqu'il est rappelé d'urgence en Cappadoce.
Une telle progression rapide de carrière indique un homme d'une capacité et une force particulière dans la gestion de provinces prestigieux mais gênante.
Il est nommé gouverneur romain de Cappadoce par Marc Aurèle et Lucius Verus après la mort de Marcus Sedatius Severianus lors de sa campagne contre Vologèse IV en 163. Les forces de Statius Priscus sont composées d'auxiliaires orientaux et de plusieurs légions transférées des limes du Rhin et du Danube. Elles écrasent rapidement les troupes parthes et détruisent la ville d'Artaxata. Statius Priscus installe alors sur le trône d'Arménie un protégé de Rome, Sohaemus, et construit une nouvelle capitale à Vagharchapat. La renommée de Statius Priscus est alors à son maximum.
Il doit cependant mourir ou se retirer peu de temps après, la fin de la guerre parthique étant confiée à d'autres généraux : Avidius Cassius et Publius Martius Verus.
Sa fille est l'épouse de Lucius Fufifius Pollio, consul ordinaire de l'année 166. Il eut sans doute aussi des fils et Marcus Statius Longinus, gouverneur de Mésie inférieure vers 217, est sans doute un de ses descendants. Longtemps après sa mort, sa mémoire était encore célébrée dans la famille de son arrière-petite-fille, Fufidia Clementiana.